# Lynne Beattie
Lynne Beattie est une joueuse de volley-ball et de beach-volley britannique, née le 23 décembre 1985 à Eaglesham (Écosse). Elle mesure 1,82 m et joue au poste de réceptionneuse-attaquante. Elle totalise 74 sélections en équipe de Grande-Bretagne.

## Clubs
| Club                          | De        | À         |
| ----------------------------- | --------- | --------- |
| Glasgow Su Ragazzi            | 2003-2004 | 2006-2007 |
| GB programme                  | 2008-2009 | 2008-2009 |
| OK Kamnik                     | 2009-2010 | 2009-2010 |
| Volley San Vito               | 2010-2011 | 2010-2011 |
| VT Aurubis Hamburg            | 2011-2011 | 2011-2011 |
| Playa de Las Canteras         | 2011-2012 | 2011-2012 |
| Volleyball Franches-Montagnes | 2012-2013 | 2012-2013 |
| Team Northumbria              | 2013-2014 | 2013-2014 |

## Palmarès

### Équipe nationale
- Championnat d'Europe des petits États
  - Finaliste : 2015.

### Clubs
- Championnat d'Écosse
  - Vainqueur : 2007.
- Championnat de Slovénie
  - Vainqueur : 2010.
- Coupe d'Écosse
  - Finaliste : 2005.
- Coupe de Slovénie
  - Finaliste : 2010.

### Distinctions individuelles
- Championnat d'Europe de volley-ball féminin des petits États 2015: Meilleure réceptionneuse-attaquante et MVP.